# Jens Kujawa
Jens Ingo Holger Kujawa (Braunschweig, 28 gennaio 1965) è un ex cestista tedesco.

## Carriera
Con la Germania Ovest ha disputato i Campionati europei del 1987.
Con la Germania ha disputato i Giochi olimpici di Barcellona 1992 e i Campionati europei del 1993.

## Palmarès
- Coppa di Germania: 1

ratiopharm Ulm: 1996